# Iglesia de Santo Domingo (Quito)

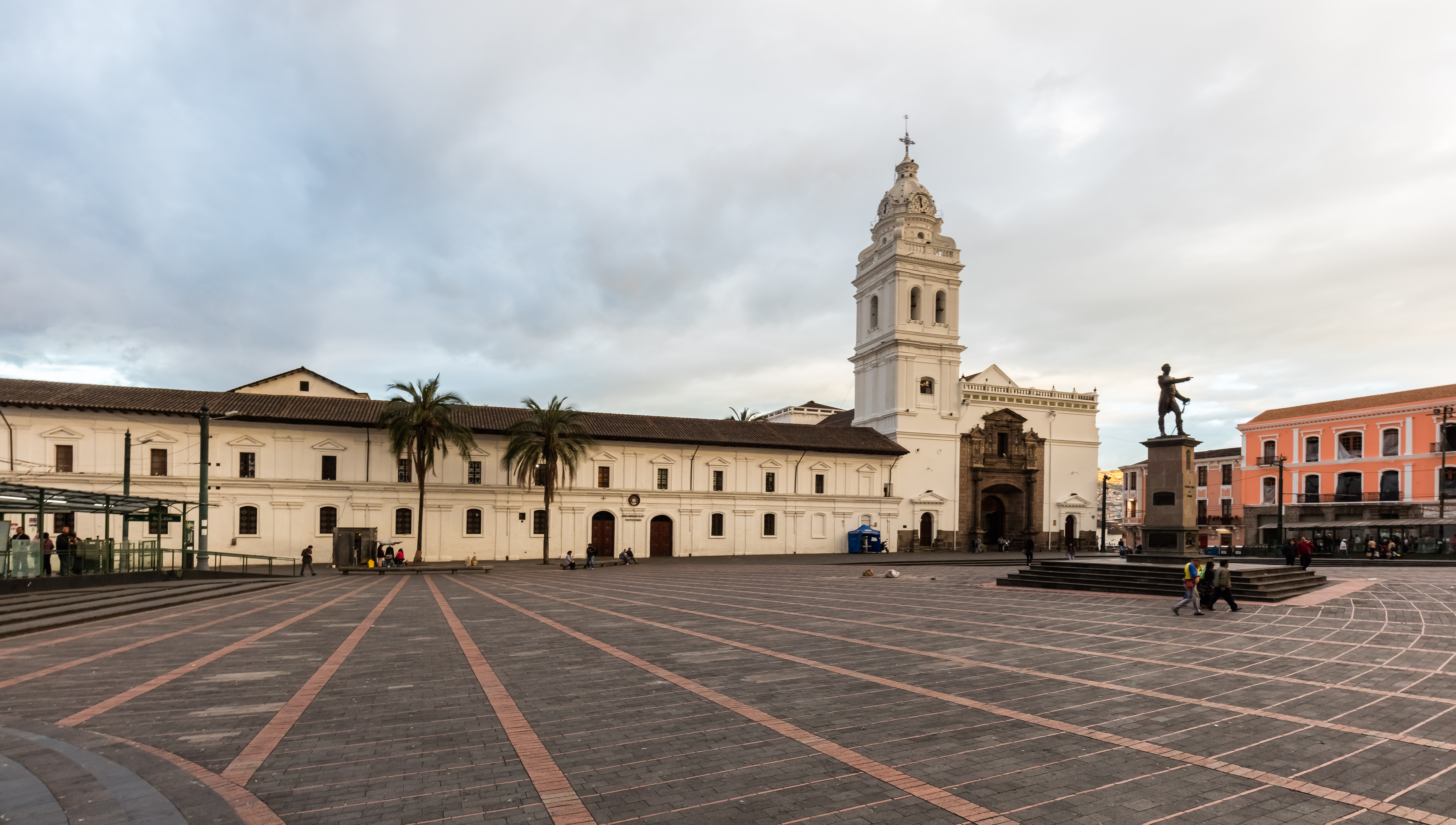
Iglesia, convento y plaza de Santo Domingo.

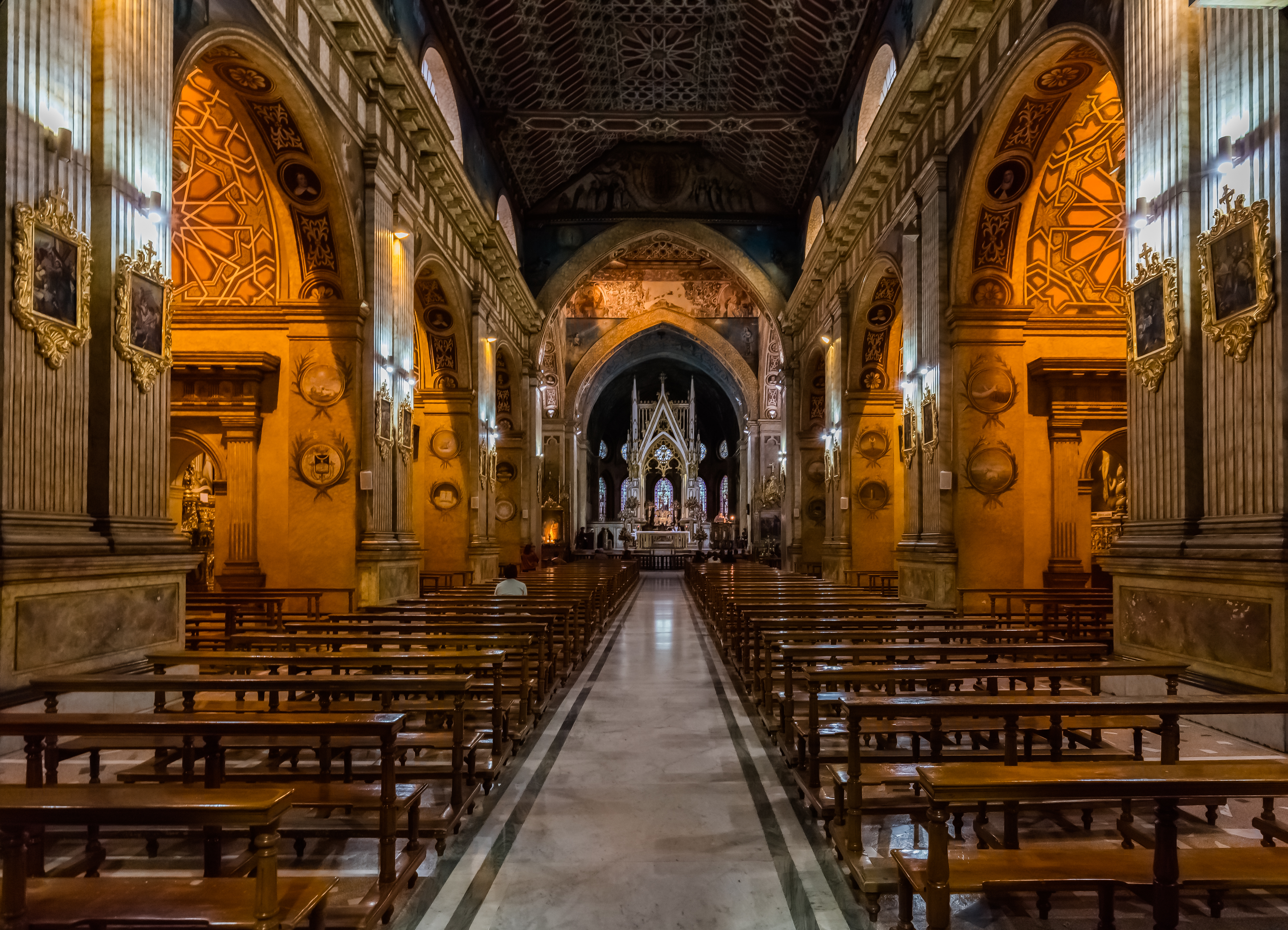
Decoración interior del templo mayor.

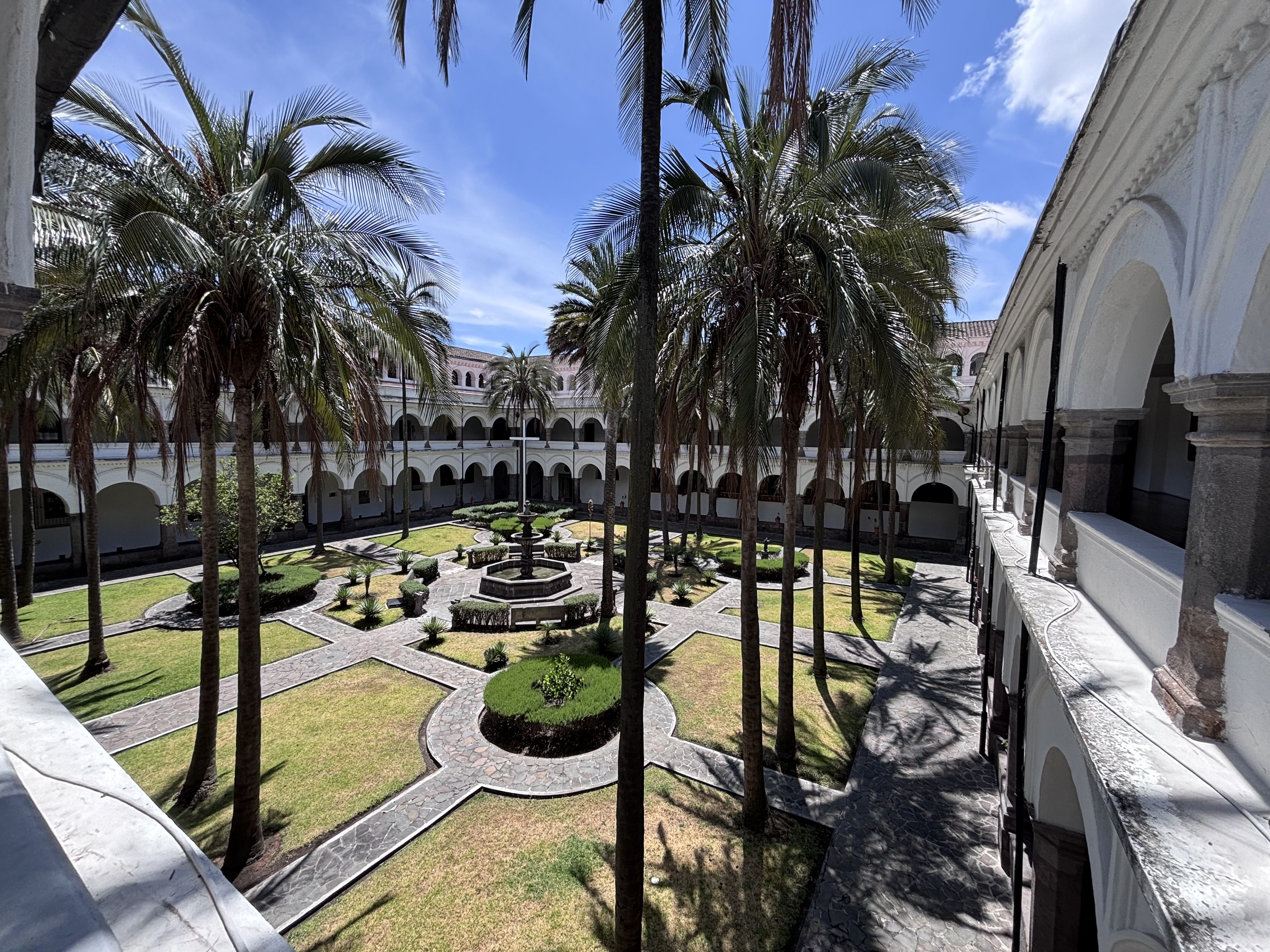
Claustro principal (c. 1650), atribuido al arquitecto Antonio Rodríguez.

La Iglesia y Convento de Santo Domingo es un templo católico levantado en el Centro Histórico de la ciudad de Quito DM, capital de Ecuador. El conjunto de convento, iglesia y capillas se ubica en la calle Flores, frente a la Plaza de Santo Domingo, llamada así por la referida iglesia que la precede.

## Historia
Su construcción inició en el año 1540, cuando se asigna el solar a la comunidad de padres dominicos; posteriormente, y después de haberse levantado una capilla provisional, los planos definitivos del templo que persiste hasta la actualidad fueron levantados en 1581 por el arquitecto Francisco Becerra. Tras la muerte de Becerra, la obra pasó a manos del padre Rodrigo Manrique de Lara; fray Antonio Rodríguez se hizo cargo de las obras del convento, mientras que fray Juan Mantilla fue el encargado de concluir las obras de la iglesia en 1688.

### Alteraciones decimonónicas
En el siglo XIX, el presidente García Moreno trajo unos frailes italianos para reformar a los dominicos locales. Durante su estadía, los frailes italianos hicieron una serie de intervenciones en templo del convento. Se deshicieron del retablo mayor, del coro alto y de una gran cantidad de los elementos barrocos de la iglesia. En su lugar instalaron un coro bajo y un altar de estilo neogótico, que son los elementos que se pueden observar hasta la actualidad.

## Arquitectura
El templo está cubierto por trabajos en cedro cubierto con pan de oro, y por numerosas pinturas y tallas que adornan su interior. Junto al retablo mayor, las diez capillas laterales que completan el conjunto interior de Santo Domingo enriquecen aún más el cuerpo interno de la iglesia con bellísimos trabajos en madera y hojilla de oro.
Sin duda, la Capilla de la Virgen del Rosario es la más conocida del conjunto; no obstante, no es la única que evidencia el interés cultural del templo como indica Pazos Barrera: «en otra capilla se conserva la pintura mural de la Virgen de la Escalera, obra del padre Pedro Bedón, y que data de los primeros años del siglo XVII».
El Claustro, por su parte, presenta corredores y crujías de doble arquería con pilares ochavados, y se debe al hermano Antonio Rodríguez, quien lo levantó a partir del diseño de Francisco Becerra.

### Arco de Santo Domingo
Como en otras iglesias y construcciones civiles de la ciudad de Quito, los constructores de Santo Domingo se encontraron desde un comienzo con un terreno abrupto y desigual, por lo que debieron inventar varias soluciones arquitectónicas para darle continuidad al templo principal y sobre todo a las capillas; de allí nació el célebre Arco de Santo Domingo, sobre el que se encuentra la Capilla de la Virgen del Rosario, y por cuya base discurre, sin interrupciones, la calle Rocafuerte.

### Plaza
La Plaza de Santo Domingo se encuentra frente a la Iglesia. En el centro se levanta un monumento al mariscal Antonio José de Sucre, héroe de la Independencia. En torno a la Plaza, además de la Iglesia y el convento, se levantan edificios civiles de importancia, como la antigua universidad colonial de Santo Tomás de Aquino y la mansión del expresidente Gabriel García Moreno. La Plaza tiene una superficie aproximada de 7200 metros cuadrados, con lados que miden en metros lineales aproximadamente 85 metros. Al igual que las otras plazas de la ciudad, fue originalmente una simple explanada, y luego se lo convirtió en un parque y en una estación de autobuses. Actualmente es una explanada pavimentada con piedra.

### Capilla de la Virgen del Rosario

Arco de Santo Domingo en 1912, sobre el cual se extiende la Capilla del Rosario.

La más rica y conocida de las capillas de la iglesia de Santo Domingo es la Capilla del Rosario, que está ubicada hacia el lado sur del crucero, y que está construida en tres niveles diferentes. Esta capilla se asoma a la antigua calle de La Loma (hoy llamada Rocafuerte), donde para solucionar otro desnivel del terreno los arquitectos construyeron el Arco de Santo Domingo, con contrafuertes en forma de cono que evocan puestos de vigía.
Los tres niveles de la capilla responden a una suerte de estratificación: el más bajo era destinado al ciudadano común, el segundo al sacerdote y las autoridades, y el tercero a la Virgen del Rosario. Desde 1650, en esta capilla funcionaban tres cofradías; la primera de españoles peninsulares y españoles nacidos en América (criollos), la segunda de aristas negros y mestizos, y por último otra formada enteramente por indígenas. Cada grupo tenía su espacio correspondiente en una suerte de capillas más pequeñas.
La Virgen y el Niño, cuyos mantos y coronas son ricos en hilos preciosos y pedrería, protagonizan la composición del retablo; este último es descrito por Pazos Barrera con los siguientes términos:

(…) enteramente dorado, tiene filigrana de plata en torno al nicho central y en el tabernáculo. En él resalta la Virgen del Rosario, una escultura española que fue obsequio del monarca español en el siglo XVI. A los lados del retablo figuran los retablos de santa Ana y San Joaquín, dorados sobre fondo rojo. Arcos y paredes tienen aplicaciones de querubines, plantas y frutas americanas, recubiertas de oro sobre fondo rojo. La Capilla de la Virgen del Rosario descansa sobre un arco por el que pasa la calle que conduce al barrio de La Loma Grande. Cierran la capilla dos cúpulas con linternas recubiertas con baldosas verdes.

En los altares laterales a esta capilla se conservan reliquias de santos, traídas de Roma en los mismos inicios de la fundación quiteña. Con ellos se cumplían los rituales de la Cofradía del Rosario de Nuestra Señora y se realizaba la Procesión de la Soledad, de los Viernes Santos, ambas de gran devoción en la ciudad. A juicio de los expertos, en la decoración de la Capilla del Rosario se llega a una saturación barroca derivada de la abundancia ornamental.

## Museo
Dentro del Claustro del conjunto de Santo Domingo, ubicado en el extremo norte del templo mayor, y sobre la plaza, se ha designado un espacio para convertirlo en un museo abierto a todo el público. Según la descripción de Julio Pazos Barrera:

Al lado norte del claustro de la iglesia de Santo Domingo se ha instalado un Museo y la Biblioteca. El museo exhibe tallas y pinturas relacionadas con la historia de los dominicos en América; guarda además un libro coral de gran tamaño laminado por el padre Pedro Bedón y dos de sus pinturas, además de un retrato realizado por Alonso del Castillo del padre Bedón difunto. Otros dos lugares atraen la atención: la capilla de la Virgen de Pompeya o del coristado y el refectorio, este último, decorado en el siglo XVII con un artesonado mudéjar policromado y dorado y con pinturas de mártires dominicos. En este refectorio se exhiben tablas talladas, encarnadas y estofadas de santos dominicos, del escultor español Diego de Robles. Estas tallas, del año 1600, se encontraban en el coro alto del templo, que fue desarmado en el siglo XIX.

## Piezas de arte
Tanto dentro del Museo, como en el Convento y el templo mayor con sus capillas, el conjunto de Santo Domingo alberga un gran número de obras de arte de la Escuela Quiteña especialmente, y otras llegadas desde Europa y otras colonias hispanas de América. Entre ellas podemos nombrar las siguientes:
| Tipo de obra | Nombre                                                 | Autor                        | Época       |
| ------------ | ------------------------------------------------------ | ---------------------------- | ----------- |
| Libro        | Gran libro coral                                       | fray Pedro Bedón             | siglo XVI   |
| Escultura    | Virgen del Rosario                                     | Desconocido (origen español) | siglo XVI   |
| Mural        | Virgen de la Escalera                                  | fray Pedro Bedón             | siglo XVII  |
| Pintura      | Retrato de Pedro Bedón tras su muerte                  | Alonso del Castillo          | siglo XVII  |
| Escultura    | San Reginaldo de Orleans                               | Padre Carlos                 | siglo XVII  |
| Pintura      | La Virgen de las flores                                | Isabel de Santiago           | siglo XVII  |
| Escultura    | Virgen Inmaculada                                      | Bernardo de Legarda          | siglo XVIII |
| Retablo      | Virgen del Rosario                                     | Bernardo de Legarda          | siglo XVIII |
| Pintura      | Los Reyes de Judá serie de 18 cuadros en el Refectorio | Nicolás Javier de Goríbar    | siglo XVIII |

## Galería

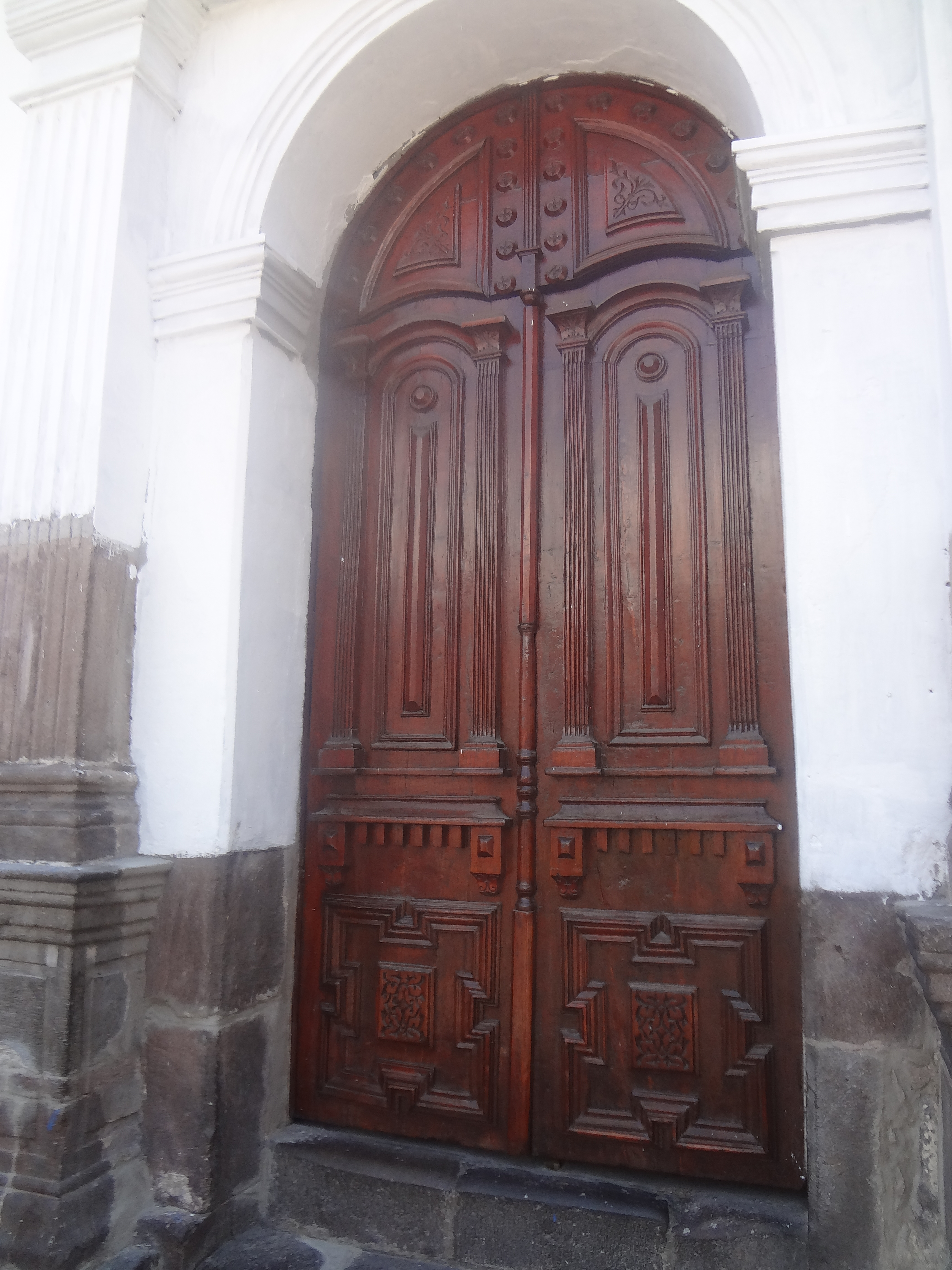
Puerta exterior.
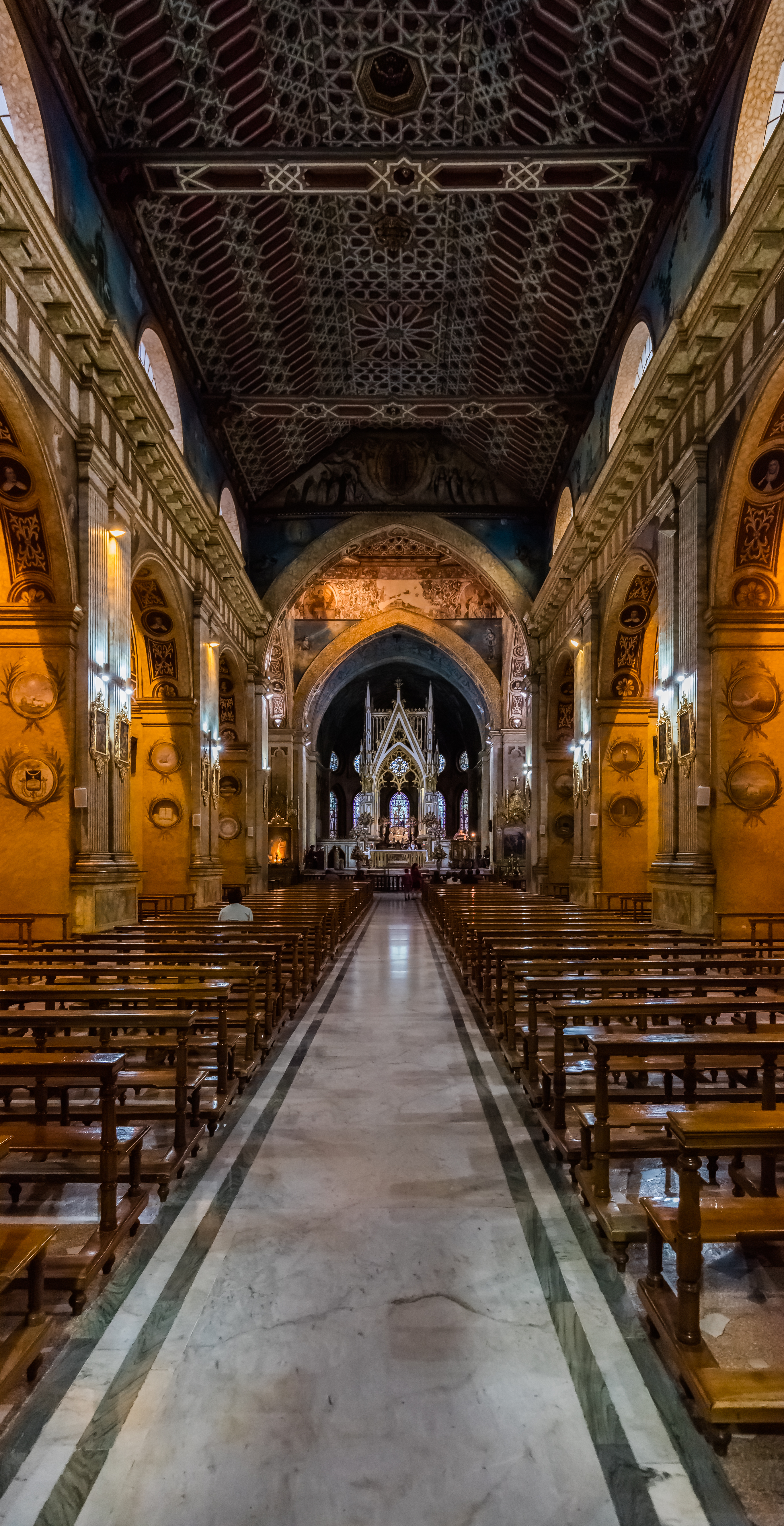
Vista de la nave y del techo.
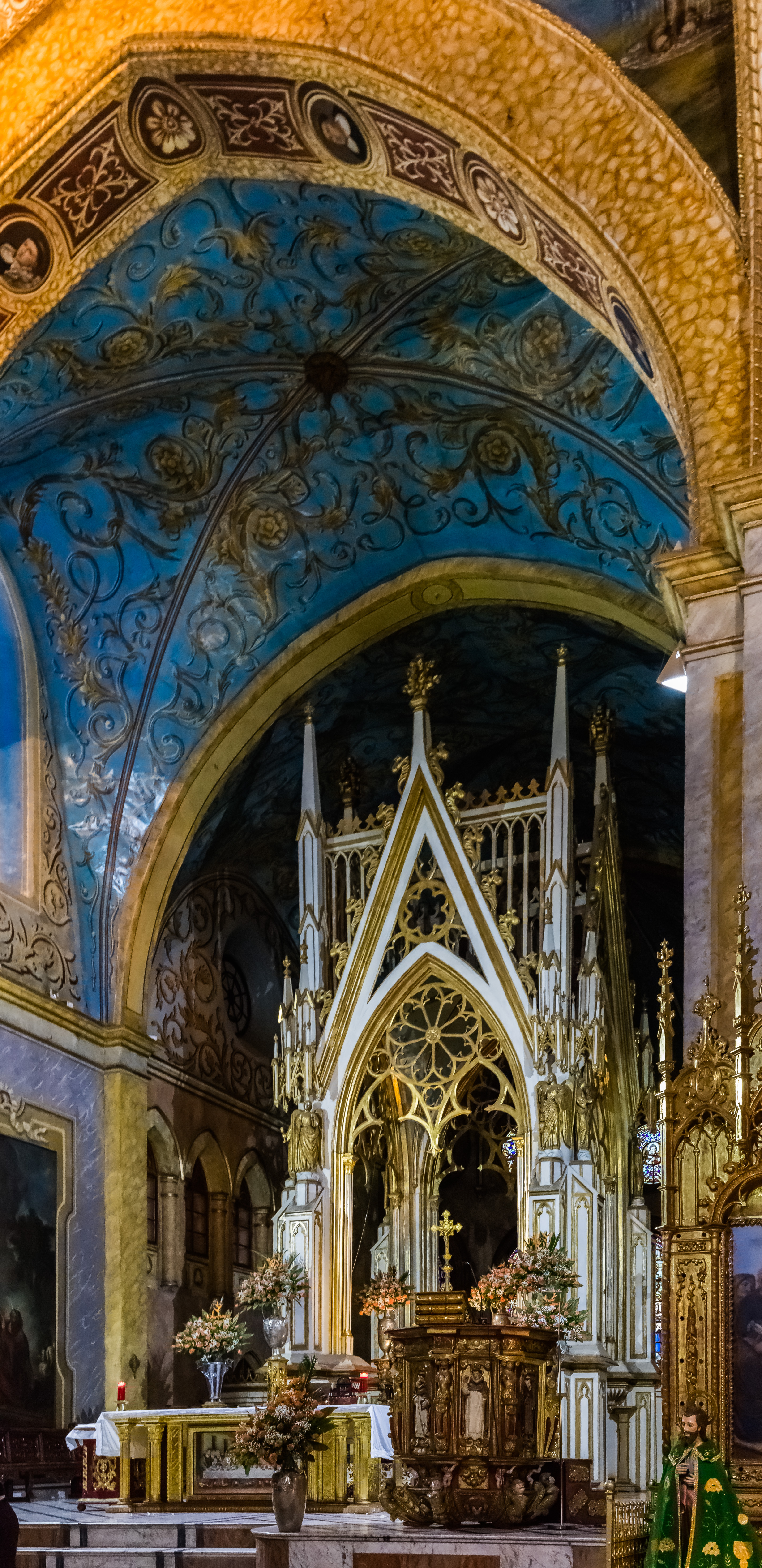
Altar neogótico.
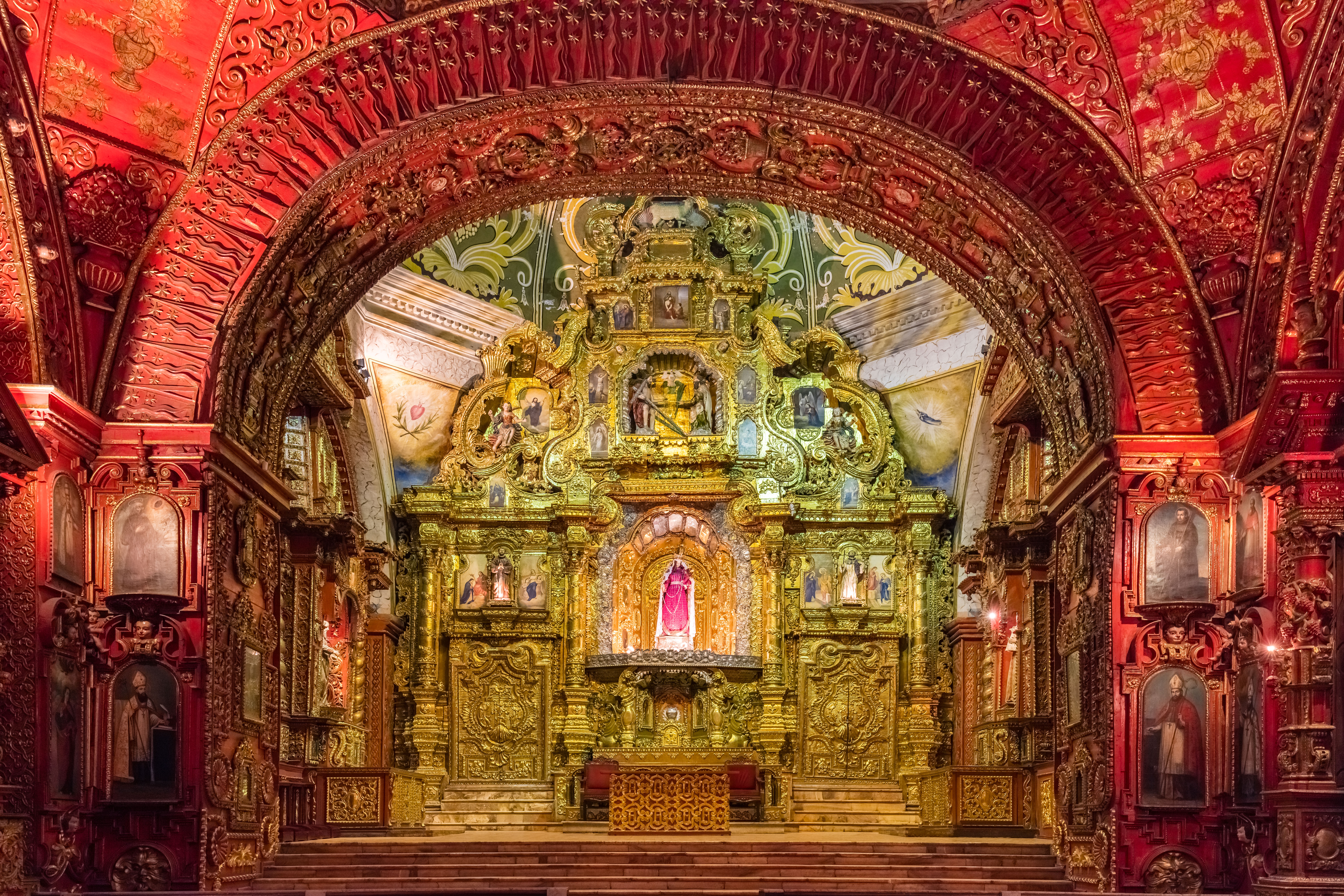
Altar de la capilla del Rosario.
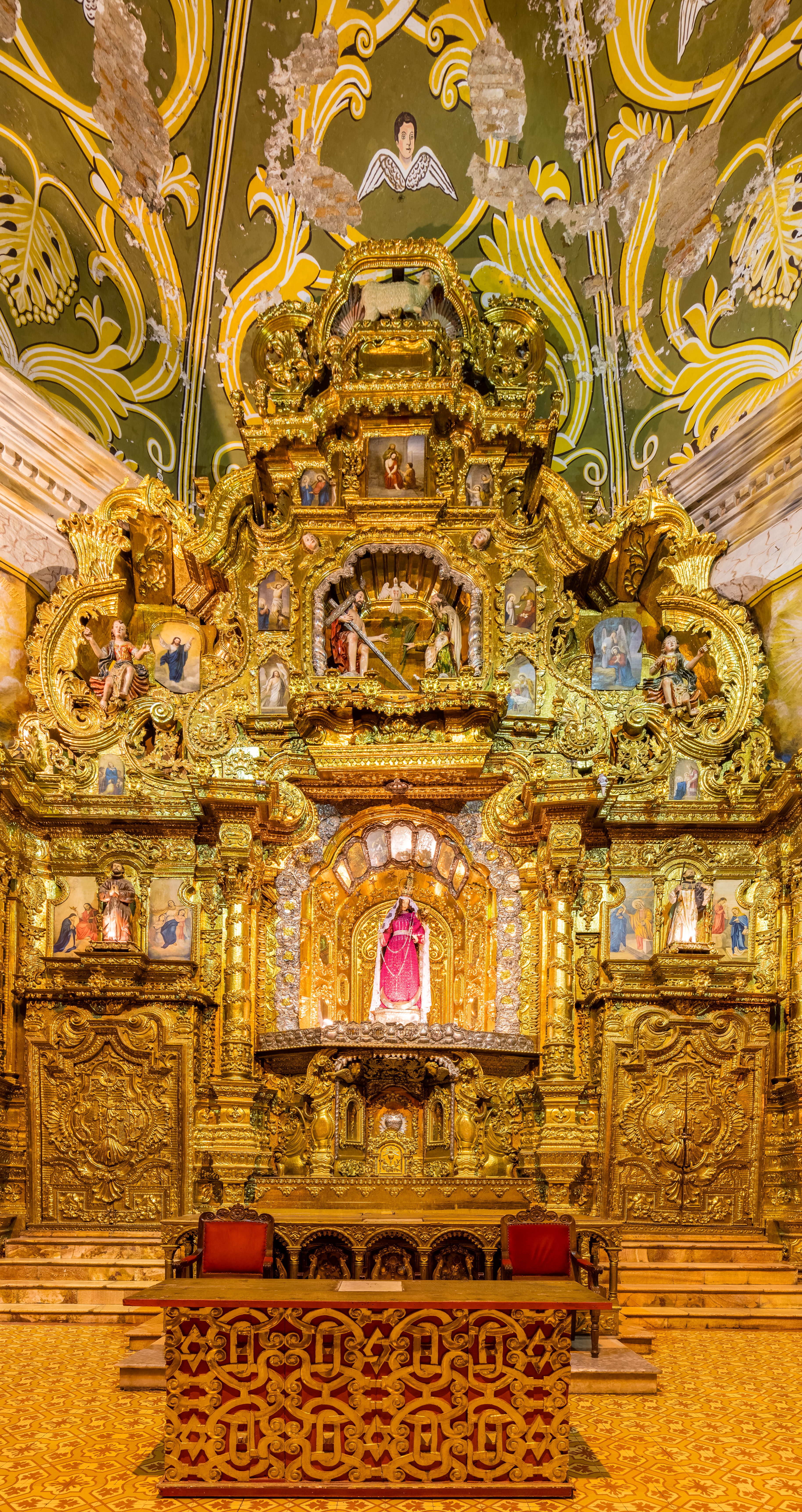
Imagen del Rosario.
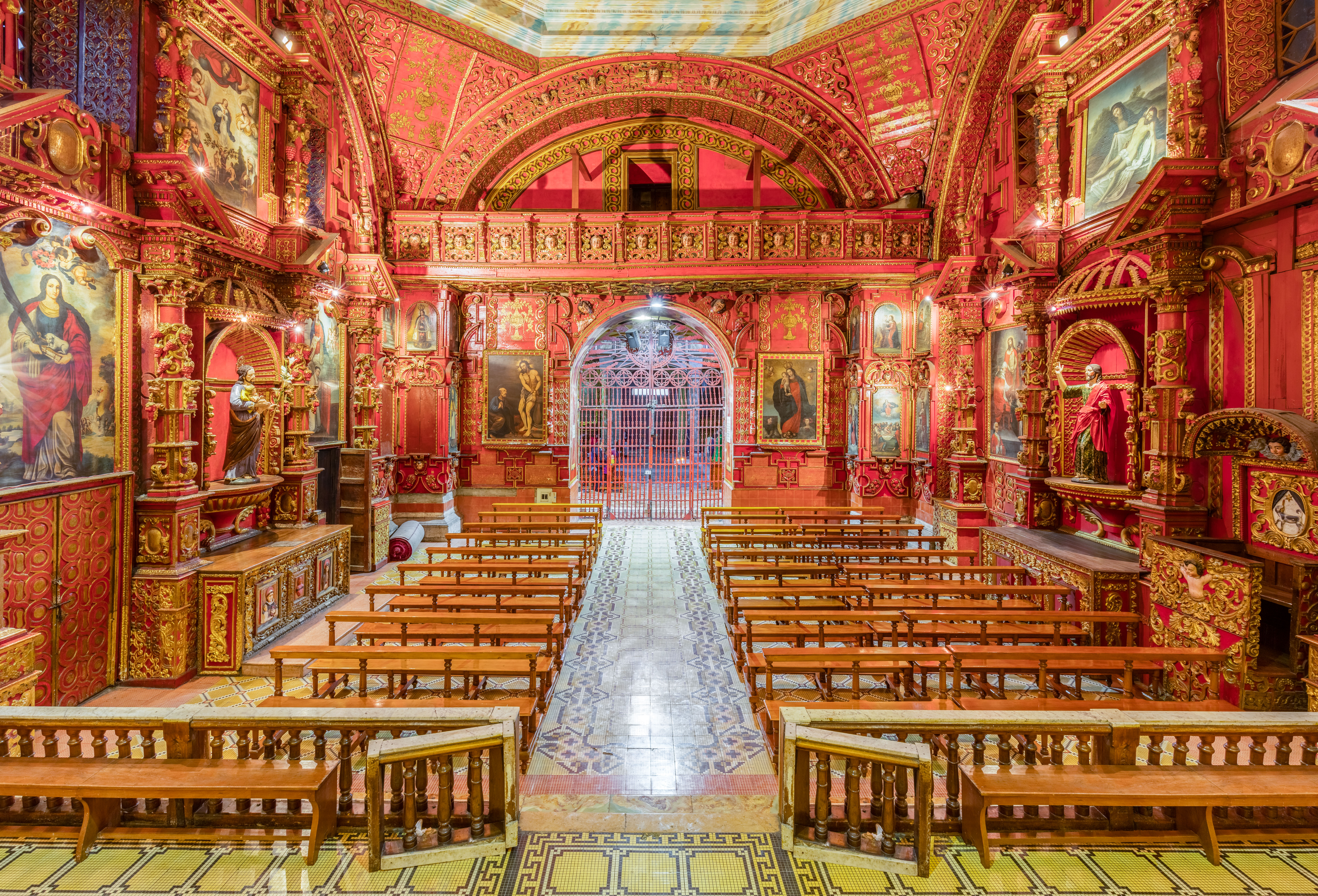
Vista de la capilla del Rosario desde el altar.
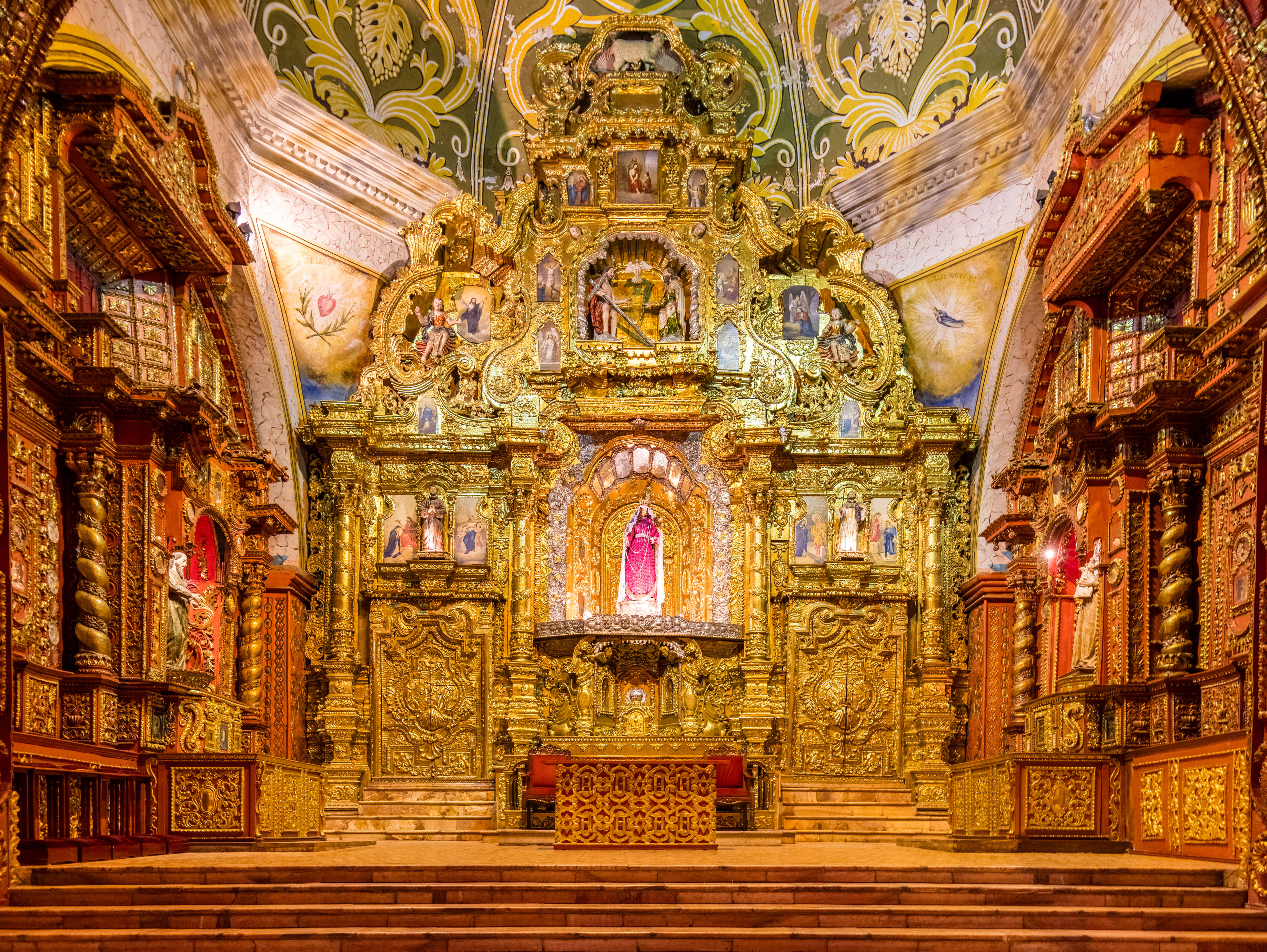
Vista de la capilla del Rosario desde el altar.
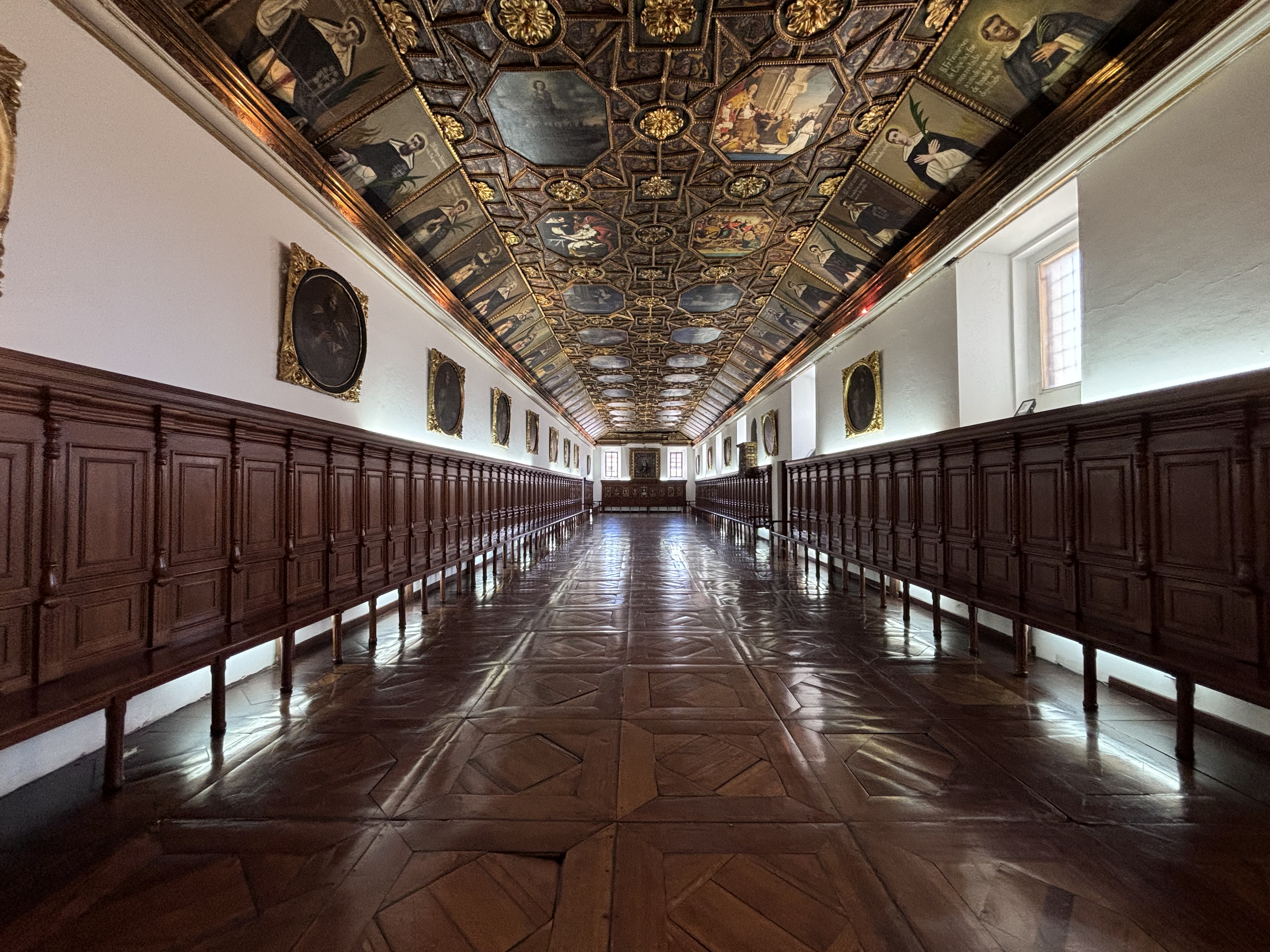
Refectorio.
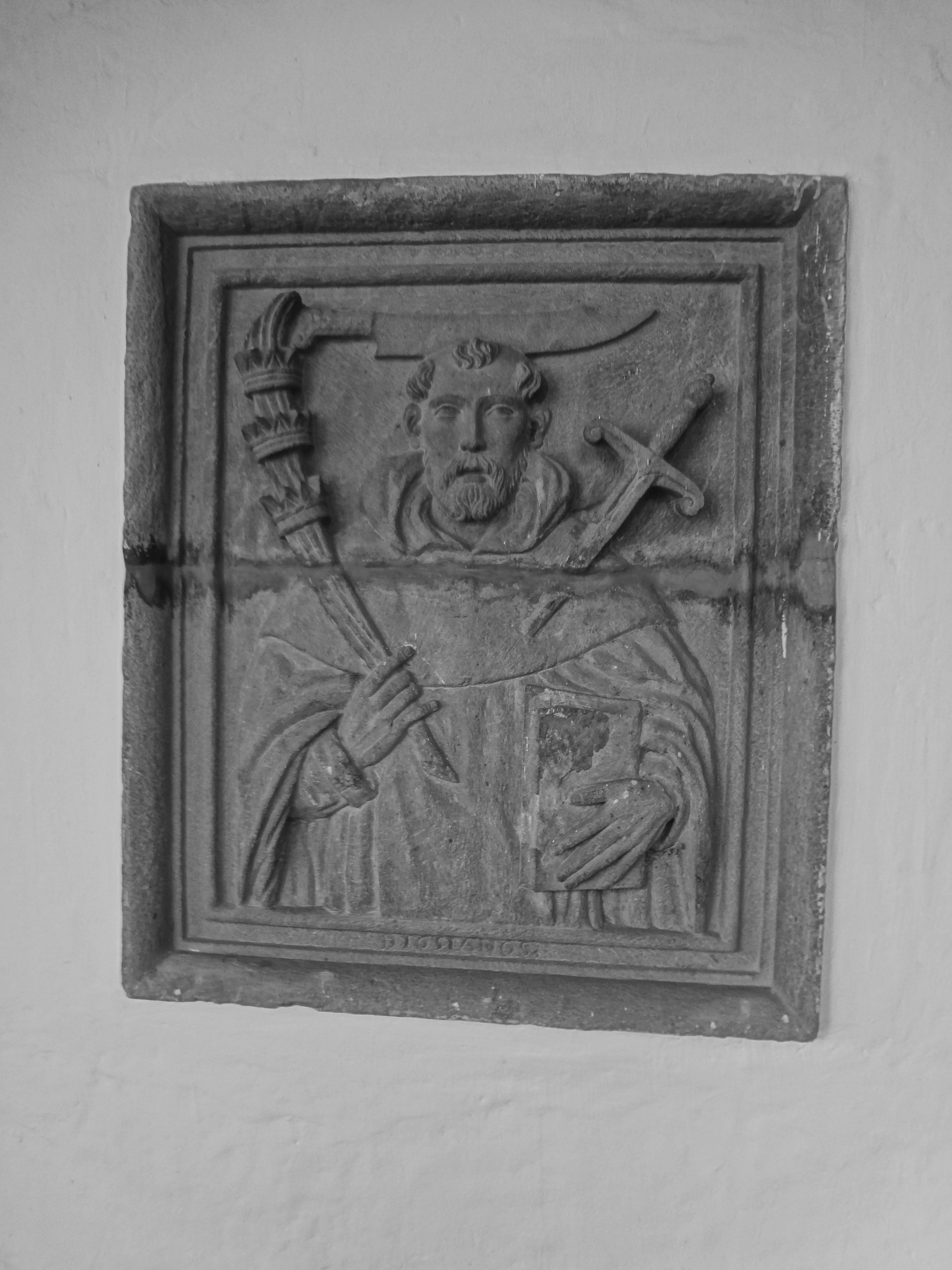
San Pedro Mártir en una placa sobre una pared del claustro principal.
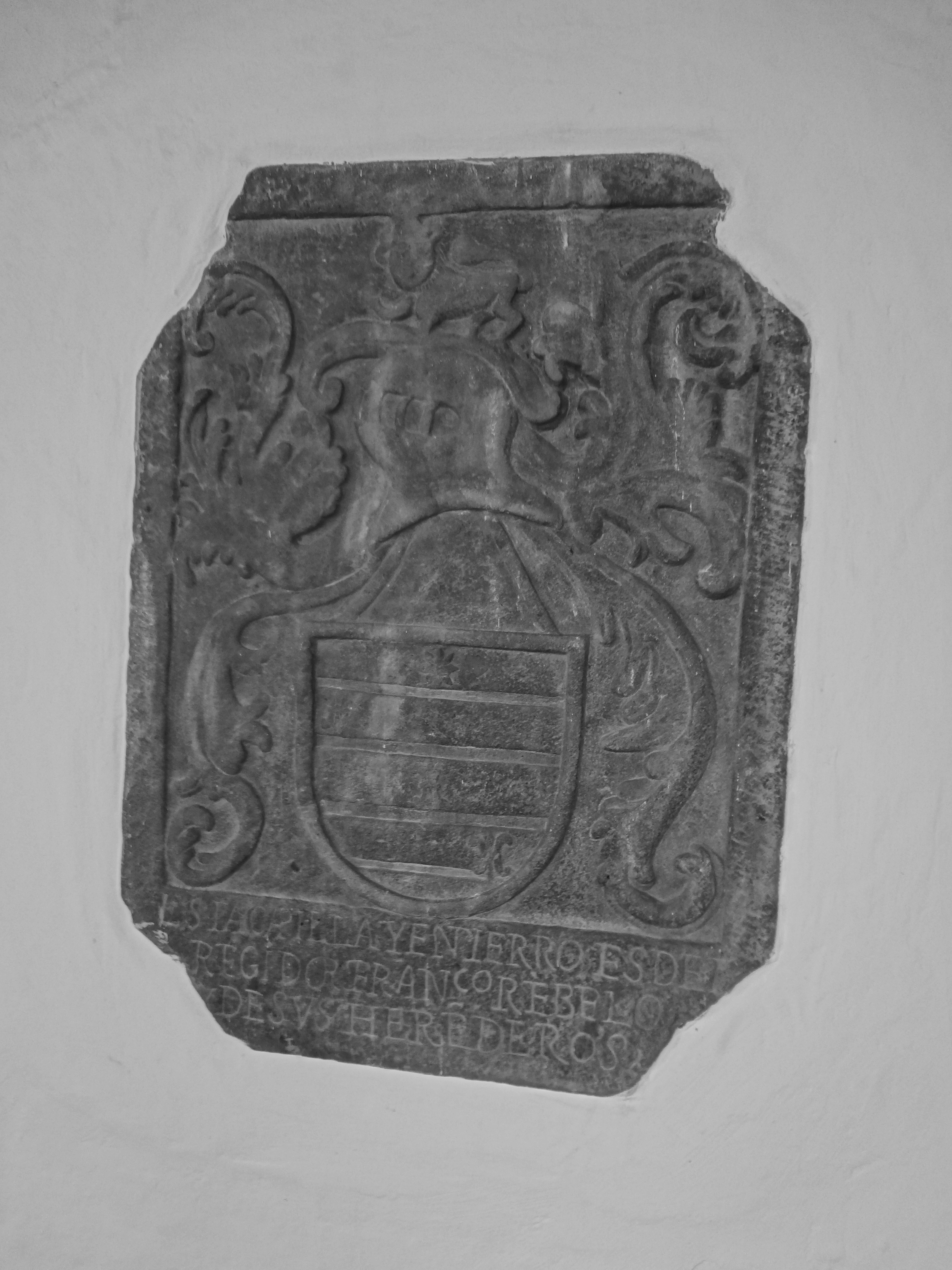
Blasón heráldico en el Convento de Santo Domingo.
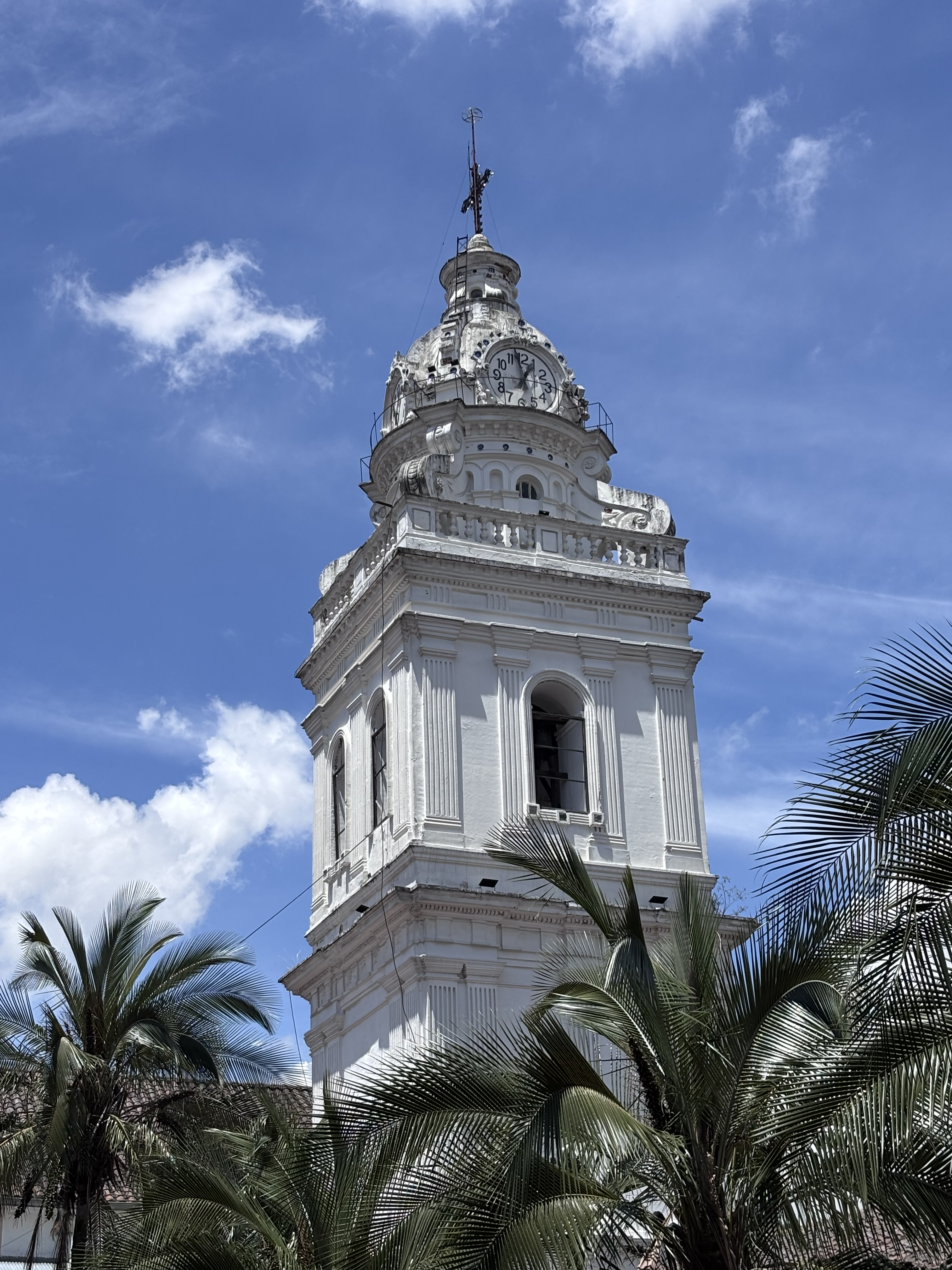
Torre de la iglesia, vista desde el claustro principal.